# Tsongas Center
Die Tsongas Center at UMass Lowell (kurz: Tsongas Center) ist eine Mehrzweckhalle in der Stadt Lowell im Bundesstaat Massachusetts. In der Arena spielt die Eishockeymannschaft der University of Massachusetts Lowell, die UMass-Lowell River Hawks. Sie war von 1998 bis 2010 auch Austragungsort der Heimspiele der Lowell Devils (vormals Lowell Lock Monsters) aus der AHL. Benannt ist die Veranstaltungsarena nach dem in Lowell geborenen Politiker Paul E. Tsongas (1941–1997), der von 1979 bis 1985 Senator aus Massachusetts war.

## Geschichte
Die Arena wurde mit finanziellen Mitteln der Stadt und der Universität erbaut, die vier Millionen US-Dollar bereitgestellt haben. Weitere 20 Millionen US-Dollar wurden vom Staat Massachusetts übernommen, vor allem um die Universität zu unterstützen. Im Februar 2010 übernahm die Universität die Arena für die symbolische Summe von einem US-Dollar. Im Zuge dessen wurde die Tsongas Arena in Paul E. Tsongas Center at UMass Lowell umbenannt.
Das Tsongas Center war von 1998 bis 2010 die Spielstätte der Lowell Devils aus der American Hockey League. Von Beginn an dient sie der Universitäts-Eishockeymannschaft der UMass-Lowell River Hawks als Spielstätte für deren Partien. 
Seit 2023 tragen die Boston Fleet aus der Professional Women’s Hockey League ihre Heimspiele im Tsongas Center aus.
In der Arena finden zahlreiche weitere Veranstaltungen wie Musikkonzerte, Abschlussfeiern zahlreicher High Schools aus der Region statt. Hinzu kommen weitere öffentliche Veranstaltungen. Die Boxszenen in dem Film The Fighter, in dem es um den in Lowell geborenen Ex-Box-Weltmeister Micky Ward und seinen Bruder Dicky Eklund geht, wurden in der Veranstaltungshalle gedreht.

## Wichtige Veranstaltungen

### Konzerte
Auswahl
- 29. Okt. 2002: Maná – Revolución de Amor Tour
- 15. Mai 2004: Yes – 35th Anniversary Tour
- 15. Mär. 2008: Dropkick Murphys – St. Patrick’s Day Weekend Shows
- 21. Mär. 2008: Taste of Chaos – Tour
- 23. Sep. 2008: Weezer – Troublemaker Tour
- 26. Apr. 2013: Pierce the Veil – Spring Fever Tour

### Sport
- 1. bis 9. Apr. 2006: Curling-Weltmeisterschaft der Herren
- 13. Apr. 2008: TNA Lockdown

## Galerie

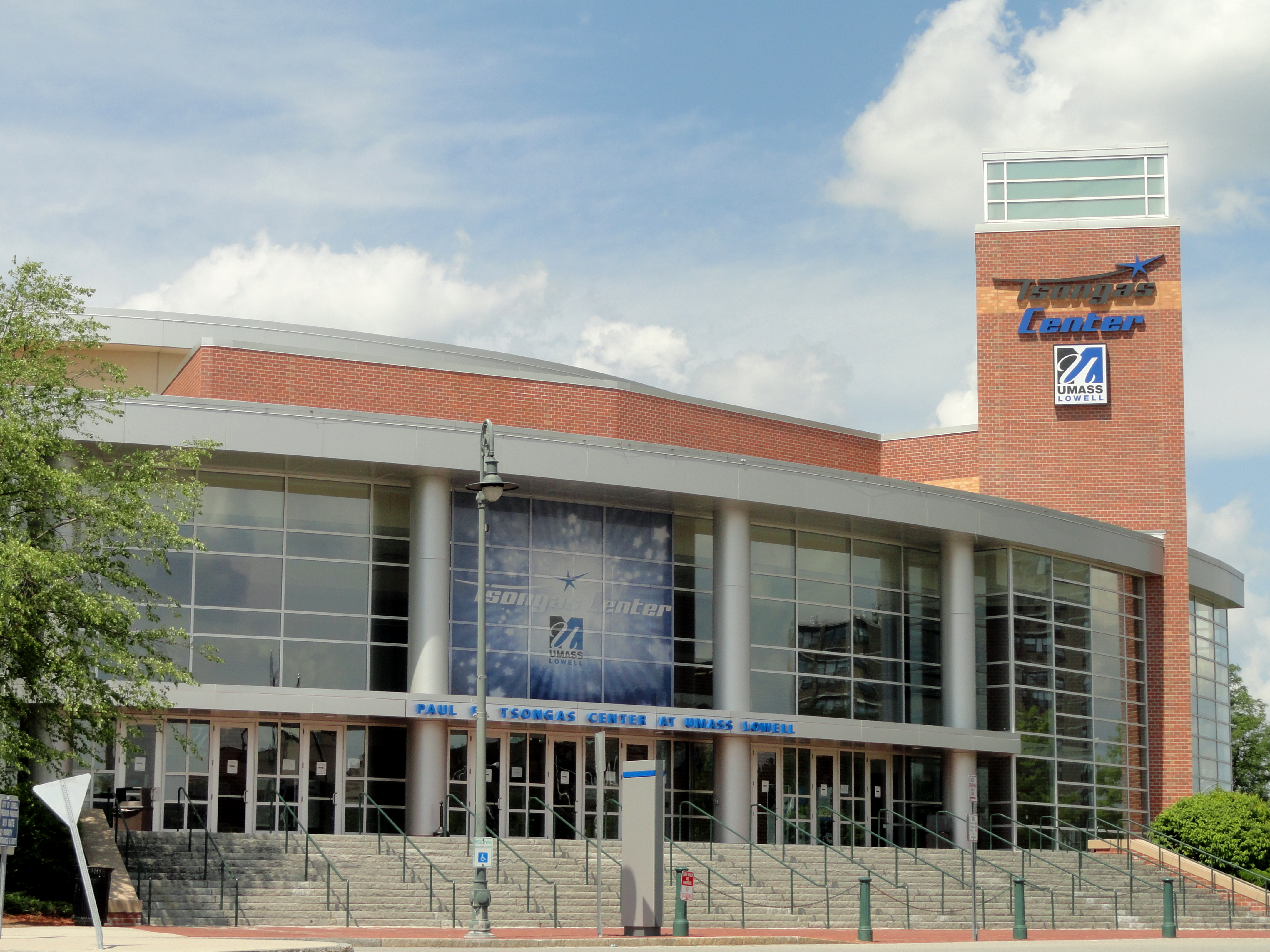
Der Eingangsbereich des Tsongas Center im Juli 2011
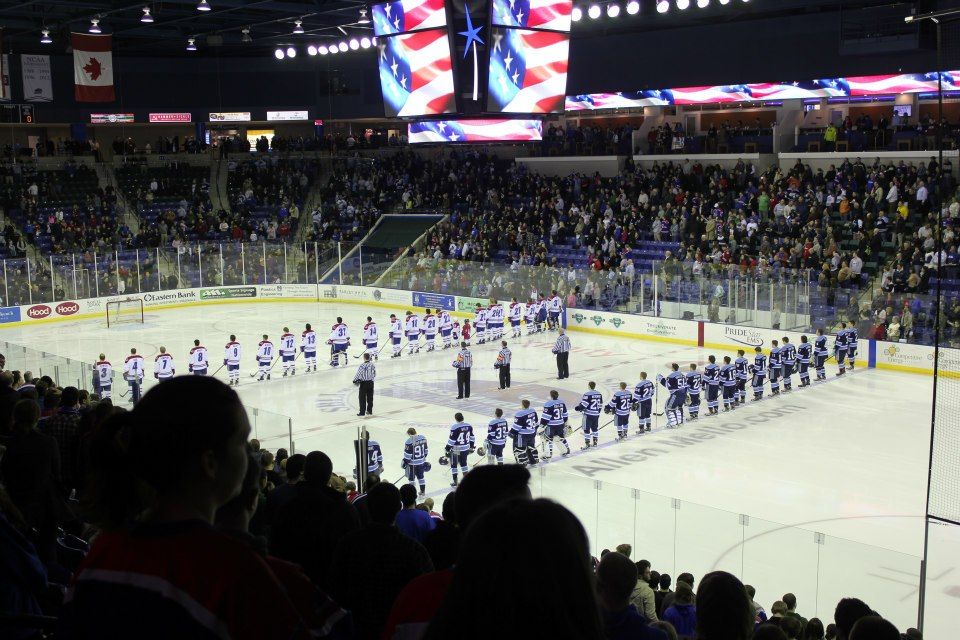
Die UMass-Lowell River Hawks vor einem Spiel im Tsongas Center im März 2013